# Slavko Večerin

Bischofswappen von Alojzije Slavko Večerin

Alojzije Slavko Večerin (* 6. Juni 1957 im Palić, Opština Subotica, Vojvodina, SFRJ; † 26. August 2022 in Kikinda) war ein serbischer Geistlicher und römisch-katholischer Bischof von Subotica.

## Leben
Slavko Večerin studierte nach dem Abschluss der Oberschule am Priesterseminar in Zagreb. Am 14. August 1983 empfing er das Sakrament der Priesterweihe für das Bistum Subotica.
Neben verschiedenen Aufgaben in der Pfarrseelsorge war er von 1991 bis 1994 Spiritual am Knabenseminar des Bistums Subotica und Archivar der Diözesankurie. Von 1994 bis 2005 war er persönlicher Sekretär von Bischof János Pénzes, der ihn 2005 zum Generalvikar des Bistums Subotica ernannte. Dieses Amt übte er bis zu seiner Ernennung zum Nachfolger Pénzes’ aus und gehörte in dieser Zeit verschiedenen diözesanen Gremien an. Seit 2016 war er zudem Pfarrer der Pfarrei Kreuzerhöhung in Sombor.
Papst Franziskus ernannte ihn am 8. September 2020 zum Bischof von Subotica. Der Bischof von Zrenjanin, László Német SVD, spendete ihm am 14. November desselben Jahres die Bischofsweihe. Mitkonsekratoren waren sein Amtsvorgänger János Pénzes und der Bischof von Ruski Krstur, Djura Džudžar.